# Botschaft Gabuns in Berlin

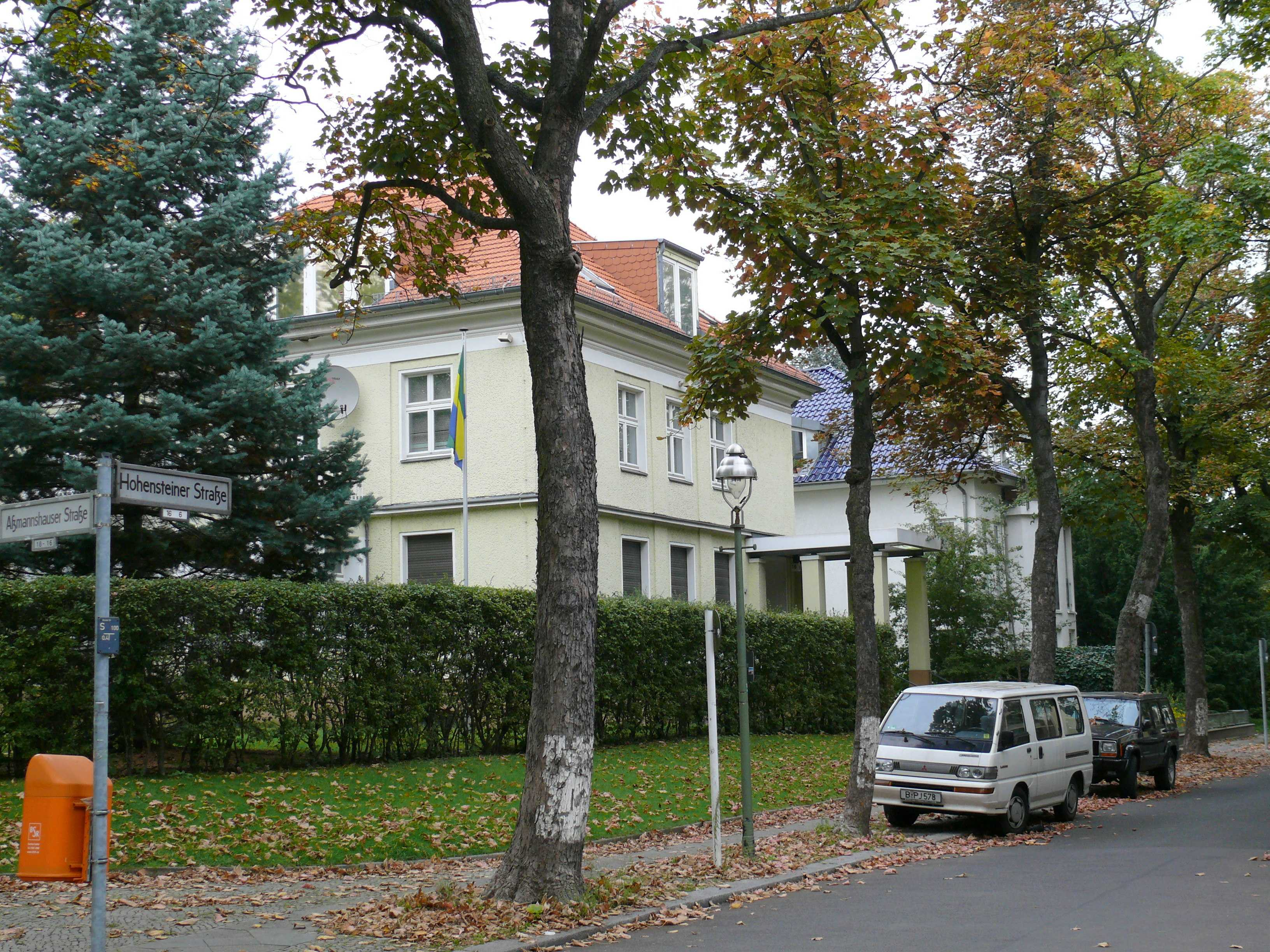
Botschaftsgebäude Hohensteiner Straße 16

Die Botschaft Gabuns in Berlin ist die diplomatische Vertretung der Gabunischen Republik in Deutschland. Sie befindet sich in der Hohensteiner Straße 16 im Ortsteil Wilmersdorf des Bezirks Charlottenburg-Wilmersdorf.
Botschafterin ist seit dem 31. Januar 2025 Johanna Rose Mamiaka.
Gabun unterhält ein Honorarkonsulat in Offenbach.

## Geschichte der diplomatischen Beziehungen
Die ehemalige französische Kolonie Gabun (Teil von Französisch-Äquatorialafrika) wurde am 17. August 1960 unabhängig.
Am 13. April 1962 nahmen Gabun und die Bundesrepublik Deutschland diplomatische Beziehungen auf. Die Botschaft befand sich in der Kronprinzenstraße 52 in Bonn-Bad Godesberg. Aufgrund des Umzugs von Bundestag und Regierung nach Berlin verlegte auch die Botschaft Gabuns im Januar 2003 ihren Sitz in die neue deutsche Hauptstadt in die Hohensteiner Straße 16 in Berlin-Wilmersdorf.
Seit dem 4. April 1974 bestanden diplomatische Beziehungen zwischen Gabun und der DDR. Sie endeten mit der deutschen Wiedervereinigung im Jahr 1990. Der Botschafter Gabuns in Paris war in der DDR zweitakkreditiert.

## Botschafter (seit 2015)
- 2015, 30. November: Jean Marie Maguena[6]
- 2019, 8. Februar: Marianne Odette Bibalou Bounda[7]
- 2025, 31. Januar: Johanna Rose Mamiaka[8]

## Gebäude
Die Botschaft Gabuns befindet sich in der Hohensteiner Straße 16 (Ecke Aßmannshauser Straße) in Berlin-Wilmersdorf. Das zweigeschossige Gebäude wurde 1925 als Einfamilienhaus errichtet.